# Antona major
Antona major là một loài bướm đêm thuộc phân họ Arctiinae, họ Erebidae.